# تپه کرمه ۲
تپه کرمه ۲ مربوط به دوران‌های تاریخی پس از اسلام است و در شهرستان میانه، بخش مرکزی، روستای کرمه واقع شده و این اثر در تاریخ ۱۶ شهریور ۱۳۸۳ با شمارهٔ ثبت ۱۱۱۱۸ به‌عنوان یکی از آثار ملی ایران به ثبت رسیده است.